# Yasothon FC
Der Yasothon Football Club (Thai: สโมสรฟุตบอลจังหวัดยโสธร) ist ein thailändischer Fußballverein aus Yasothon der in der Thai League 3 (North/Eastern Region), der dritthöchsten thailändischen Spielklasse, spielt.
Der Verein ist auch unter dem Nickname The Rockets (สิงห์บั้งไฟโก้) bekannt.

## Vereinsgeschichte
Der Verein wurde im Jahr 2010 gegründet. Von 2010 bis 2016 spielte der Verein in der thailändischen dritten Liga, der Regional League Division 2. Hier spielte er in der Region North/East. Die Saison 2014 und 2015 nahm der Verein nicht an der Meisterschaft teil. Mit Einführung der Ligareform im Jahr 2017 spielt der Verein in der vierten Liga, der Thai League 4. Hier spielt er ebenfalls in der Region North/East.

## Stadion
Die Heimspiele trägt der Verein im Yasothon Province Stadium (Thai: สนามกีฬาจังหวัดยโสธร), das auch unter dem Namen Suan Phayathan Stadium (Thai: สวนพระญาแถน) bekannt ist, in Yasothon aus. Das Stadion hat ein Fassungsvermögen von 5000 Zuschauern. Eigentümer sowie Betreiber ist die Yasothon Provincial Administrative Organization.

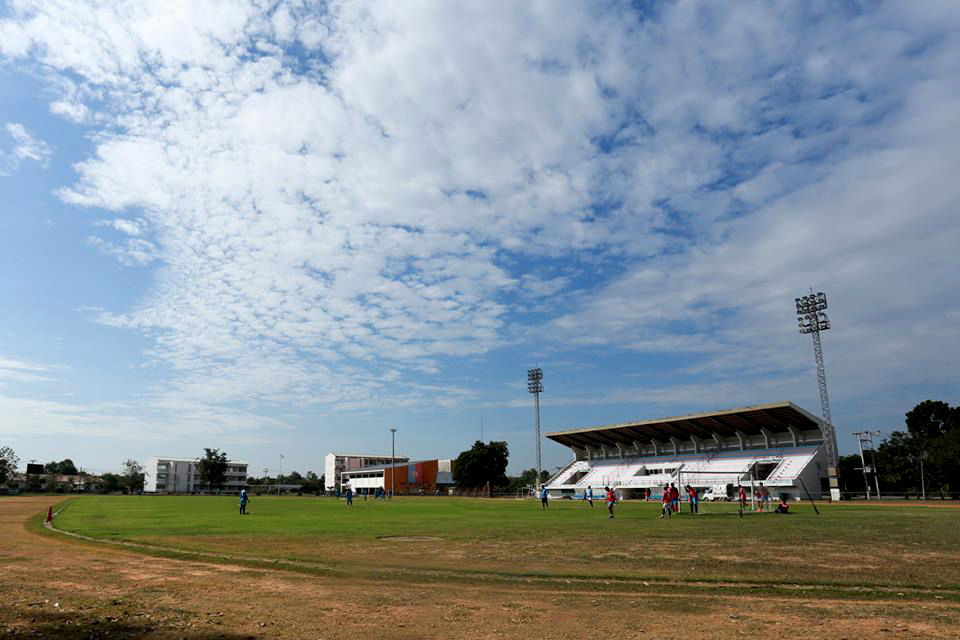
Yasothon Province Stadium

### Spielstätten
| Saison         | Stadion                   | Standort                   | Kapazität | Eigentümer                                      | Koordinaten                   |
| -------------- | ------------------------- | -------------------------- | --------- | ----------------------------------------------- | ----------------------------- |
| 2010 bis heute | Yasothon Province Stadium | Yasothon, Provinz Yasothon | 5000      | Yasothon Provincial Administrative Organization | 15° 46′ 58″ N, 104° 9′ 5,2″ O |

## Aktueller Kader
Stand: 1. Februar 2025
| Nr. |          | Position | Name                    |
| --- | -------- | -------- | ----------------------- |
| 2   | Thailand | AB       | Anusit Meekhun          |
| 3   | Thailand | AB       | Sorawit Buacha          |
| 4   | Thailand | AB       | Thanat Boulom           |
| 5   | Thailand | AB       | Adisak Narattho         |
| 6   | Thailand | MF       | Narongsak Boonyo        |
| 6   | Thailand | ST       | Sutthipong Duangthungsa |
| 8   | Thailand | MF       | Silawit Pootawon        |
| 9   | Thailand | ST       | Aekkachai Singwong      |
| 10  | Thailand | ST       | Peemmawat Cheewayaphan  |
| 11  | Thailand | ST       | Wichit Kongsinkaew      |
| 12  | Thailand | MF       | Ratthaphum Sophasing    |
| 13  | Thailand | TW       | Jetsada Bunrueng        |
| 14  | Thailand | MF       | Amronphun Homduang      |
| 15  | Thailand | MF       | Alongkot Chaiyawiset    |
| 16  | Thailand | MF       | Chirasak Kaeoka         |
| 17  | Thailand | AB       | Theerawat Thonsri       |

| Nr. |          | Position | Name                    |
| --- | -------- | -------- | ----------------------- |
| 19  | Thailand | AB       | Narathip Karnaphat      |
| 21  | Thailand | MF       | Nathaphop Chiorapphon   |
| 22  | Thailand |          | Chayot Junsuy           |
| 23  | Nigeria  | ST       | Julius Chukwuma Ononiwu |
| 24  | Thailand | AB       | Tanit Kiwilo            |
| 29  | Thailand | AB       | Narachai Thongthap      |
| 31  | Thailand | ST       | Thanakon Taothong       |
| 32  | Thailand | MF       | Pricha Sripao           |
| 39  | Thailand | ST       | Wongsanun Phiamnong     |
| 41  | Thailand | AB       | Sitichok Teecorngon     |
| 55  | Thailand | AB       | Wachirasakun Phumsathan |
| 64  | Thailand | AB       | Narongrit Buawaew       |
| 77  | Thailand | ST       | Kittithat Rakfa         |
| 80  | Ghana    | ST       | Sarfo Otis Adjei        |
| 88  | Thailand | TW       | Suriya Tophum           |

## Beste Torschützen seit 2017
| Saison  | Name                 | Tore |
| ------- | -------------------- | ---- |
| 2017    | Ousmanou Mohamadou   | 11   |
| 2018    | Diop Badara Aly      | 7    |
| 2019    | Diop Badara Aly      | 5    |
| 2020/21 | Phakhawat Poonachang | 7    |
| 2021/22 | Pongsak Boontos      | 7    |
| 2022/23 | Amronphun Homduang   | 3    |
| 2023/24 |                      |      |

## Saisonplatzierung
| Saison  | Liga                                    | Liga  | Liga   | Liga | Liga | Liga | Liga  | Liga   | Liga     | Pokal               | Pokal                  | Pokal                  |
| Saison  | Liga                                    | Level | Spiele | S    | U    | N    | Tore  | Punkte | Position | FA Cup              | League Cup             | T3 Cup                 |
| ------- | --------------------------------------- | ----- | ------ | ---- | ---- | ---- | ----- | ------ | -------- | ------------------- | ---------------------- | ---------------------- |
| 2010    | Regional League Division 2 – North/East | 3     | 30     | 17   | 4    | 9    | 64:44 | 55     | 3.       | –                   | –                      |                        |
| 2011    | Regional League Division 2 – North/East | 3     | 30     | 14   | 7    | 9    | 42:38 | 49     | 4.       | 2. Runde            | –                      |                        |
| 2012    | Regional League Division 2 – North/East | 3     | 30     | 12   | 10   | 8    | 36:19 | 46     | 7.       | –                   | 1. Qualifikationsrunde |                        |
| 2013    | Regional League Division 2 – North/East | 3     | 30     | 7    | 7    | 16   | 26:45 | 28     | 14.      | –                   | 2. Qualifikationsrunde |                        |
| 2014    | Keine Teilnahme                         |       |        |      |      |      |       |        |          |                     |                        |                        |
| 2015    | Keine Teilnahme                         |       |        |      |      |      |       |        |          |                     |                        |                        |
| 2016    | Regional League Division 2 – North/East | 3     | 26     | 6    | 8    | 12   | 19:36 | 26     | 11.      | Qualifikationsrunde | 1. Runde               |                        |
| 2017    | Thai League 4 – North/East              | 4     | 33     | 9    | 10   | 14   | 46:43 | 37     | 9.       | –                   | –                      |                        |
| 2018    | Thai League 4 – North/East              | 4     | 26     | 10   | 10   | 6    | 30:23 | 40     | 3.       |                     |                        |                        |
| 2019    | Thai League 4 – North/East              | 4     | 24     | 4    | 9    | 11   | 28:43 | 221    | 11.      | –                   | –                      |                        |
| 2020    | Thai League 4 – North/East              | 4     | 2      | 0    | 0    | 2    | 2:4   | 0      | 11.      |                     |                        |                        |
| 2020/21 | Thai League 3 – North/East              | 3     | 15     | 8    | 3    | 4    | 21:13 | 27     | 3.       | –                   | –                      |                        |
| 2021/22 | Thai League 3 – North/East              | 3     | 24     | 5    | 12   | 7    | 23:30 | 27     | 9.       | –                   | –                      |                        |
| 2022/23 | Thai League 3 – North/East              | 3     | 24     | 4    | 10   | 10   | 20:33 | 22     | 10.      | –                   | –                      |                        |
| 2023/24 | Thai League 3 – North/East              | 3     | 24     | 6    | 2    | 16   | 21:50 | 20     | 11.      | –                   | –                      | 2. Qualifikationsrunde |
| 2024/25 | Thai League 3 – North/East              | 3     | 20     | 5    | 5    | 10   | 21:39 | 20     | 7.       | –                   | –                      | –                      |

| Abbruch nach dem zweiten Spieltag aufgrund der COVID-19-Pandemie |

## Sponsoren
| Jahr | Ausrüster  | Trikotsponsor                 |
| ---- | ---------- | ----------------------------- |
| 2017 | BC Big Cat | Christina sanitary ware       |
| 2018 | BC Big Cat | Christina sanitary ware / Leo |
| 2019 | Warrix     | Yanmar                        |